# Харганаша
Харганаша́ (рос. Харганаша) — село у складі Могойтуйського району Забайкальського краю, Росія. Входить до складу Догойського сільського поселення.

## Населення
Населення — 239 осіб (2010; 133 у 2002).
Національний склад (станом на 2002 рік):
- буряти — 89 %